# شهرداری‌های ژاپن

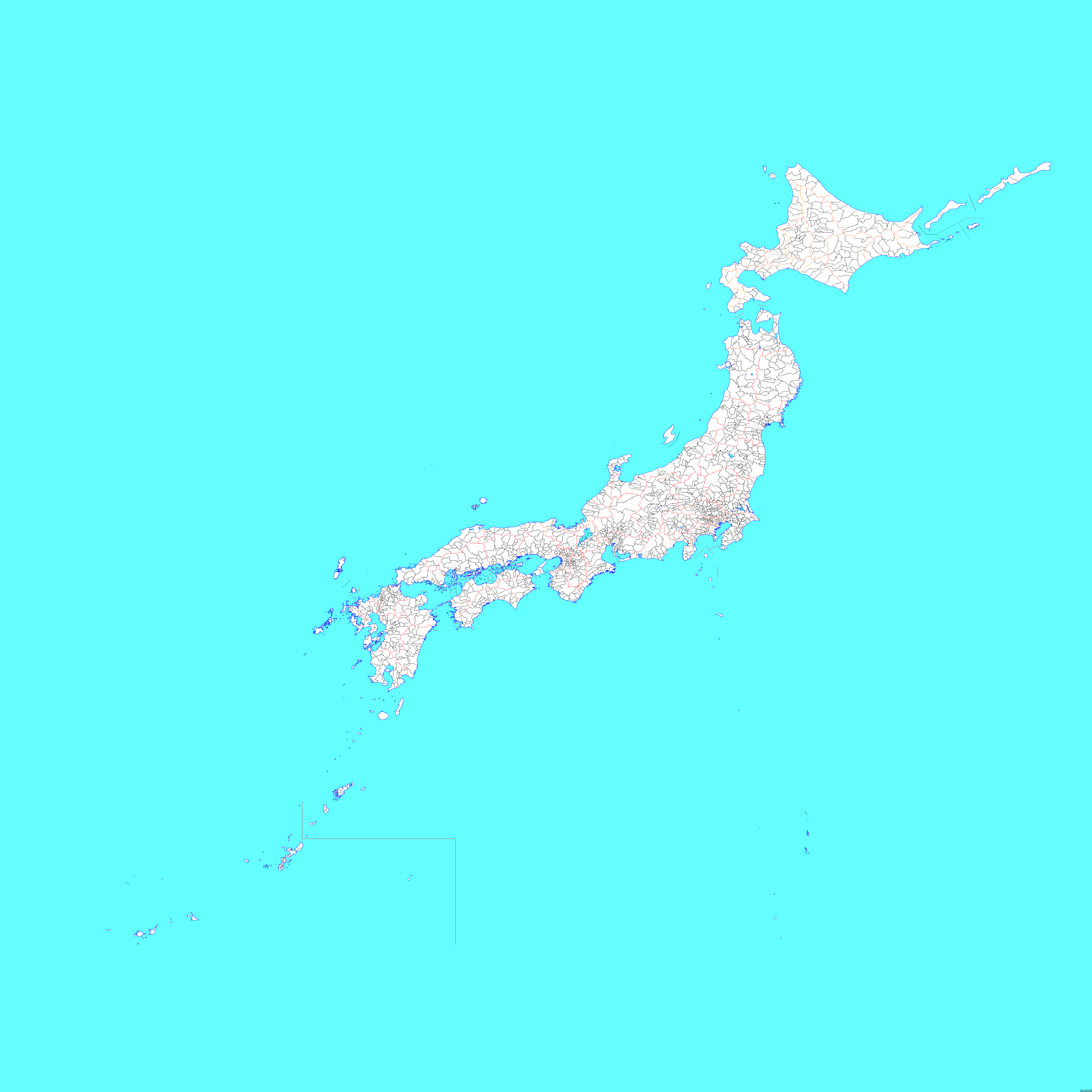
نقشه همه شهرداری‌های ژاپن از جمله مناطق مورد مناقشه.

شهرداری‌های ژاپن (انگلیسی: Municipalities of Japan) ژاپن دارای سه سطح دولت است: ملی یا دولت ژاپن، استان‌های ژاپن و شهری. این کشور به ۴۷ استان تقسیم شده‌است. هر استان متشکل از شهرداری‌های متعددی است که در مجموع ۱۷۱۹ (اعداد ژانویه ۲۰۱۴) است. چهار نوع شهرداری در ژاپن وجود دارد: شهرهای ژاپن، شهرک‌ها، روستاها و مناطق ویژه توکیو («کو» های توکیو). در زبان ژاپنی، این سیستم به عنوان shikuchōson «شی کو چو سون» (市区町村) شناخته می‌شود، که در آن هر کانجی در کلمه یکی از چهار نوع شهرداری را نشان می‌دهد. برخی از شهرهای تعیین‌شده دارای زیربخش‌های اداری بیشتری هستند که به بخش‌ها نیز معروف هستند. اما، برخلاف مناطق ویژه توکیو، این بخش‌ها شهرداری نیستند.

## وضعیت
وضعیت شهرداری، اگر روستا، شهر یا شهر باشد، توسط دولت استان تعیین می‌شود. به‌طور کلی، یک روستا یا شهر زمانی می‌تواند به یک شهر ارتقا یابد که جمعیت آن به بیش از پنجاه هزار افزایش یابد، و یک شهر می‌تواند (اما لازم نیست) به یک شهر یا روستا تنزل یابد که جمعیت آن به زیر پنجاه هزار کاهش یابد. کم جمعیت‌ترین شهر، اوتاشینای، هوکایدو، تنها چهار هزار نفر جمعیت دارد، در حالی که شهری در همان استان، اوتوفوکه، هوکایدو، نزدیک به چهل هزار نفر ساکن است. بزرگ‌ترین روستای کشور تومیتان، اوکیناوا دارای ۴۰۵۱۷ نفر جمعیت است.
پایتخت، توکیو، دیگر وضعیت شهری ندارد. استان توکیو در حال حاضر شامل ۲۳ بخش ویژه است که هر کدام یک شهر برای خود هستند و همچنین بسیاری از شهرها، شهرک‌ها و حتی روستاهای دیگر در سرزمین اصلی ژاپن و جزایر دورافتاده. هر یک از ۲۳ مناطق ویژه توکیو در توکیو از نظر قانونی معادل یک شهر است، اگرچه گاهی ۲۳ بخش ویژه در کل به عنوان یک شهر در نظر گرفته می‌شوند. برای اطلاعات در مورد شهر سابق توکیو، به توکیو سیتی مراجعه کنید. برای اطلاعات در مورد استان فعلی توکیو، به توکیو مراجعه کنید.